# Teresa Domingo Segarra
Teresa Domingo Segarra (Castellón, 24 de abril de 1953) es una economista y política española. Doctor en Ciencias Económicas por la Universidad de Valencia, es profesora de economía aplicada y estructura económica en la misma universidad. Miembro de Izquierda Unida, fue elegida diputada al Parlamento Europeo en las elecciones europeas de 1989. Durante su mandato como parlamentaria (1989-1994) fue vicepresidenta de la Comisión de Derechos de la Mujer del Parlamento Europeo.